# Theodor Bratschi
Theodor Bratschi (* 1922, Biel-Bözingen; † 2004) war ein Schweizer Rechtsanwalt und Bundesrichter.

## Ausbildung und Beruf
Bratschi studierte Rechtswissenschaften. Er promovierte zum Dr. iur. und erlangte das Rechtsanwaltspatent in Luzern. 1955 ernannte ihn die Bundesversammlung zum Ersatzmann am Eidgenössischen Versicherungsgericht. Am 14. Dezember 1967 wählte ihn die Bundesversammlung zum Bundesrichter. 1978 holte ihn der Bundesrat in die Expertenkommission zur Reorganisation der Bundesrechtspflege. Im Jahr 1980 wurde er zudem zum Präsidenten des Eidgenössischen Versicherungsgerichtes gewählt. Sein Amt als Bundesrichter übte er bis ins Jahr 1987 aus.

## Familie
Bratschi entstammte einer einflussreichen Familie. Sein Vater war der Politiker, Gewerkschafts- und Wirtschaftsführer Robert Bratschi. Sein Bruder Heinz Bratschi war ebenfalls Politiker. Zwei seiner Neffen sind der Unternehmer Konrad Bratschi und der Wirtschaftsanwalt Peter Bratschi.